# Distrikt Yavarí

Río Yavarí Mirín

Der Distrikt Yavarí liegt in der Provinz Mariscal Ramón Castilla der Region Loreto in Nordost-Peru. Der Distrikt wurde am 2. Juli 1943 gegründet. Er besitzt eine Fläche von 14.360 km². Beim Zensus 2017 wurden 9928 Einwohner gezählt. Im Jahr 1993 lag die Einwohnerzahl bei 4624, im Jahr 2007 bei 10.225. Verwaltungssitz ist die Kleinstadt Islandia mit 1939 Einwohnern (Stand 2017). Die 70 m hoch gelegene Stadt liegt am Südufer des Río Yavarí knapp 5 km oberhalb dessen Mündung in den Amazonas. Islandia liegt an der brasilianischen Grenze 70 km südöstlich der Provinzhauptstadt Caballococha. Die brasilianische Grenzstadt Benjamin Constant liegt 3,5 km südöstlich von Islandia.

## Geographische Lage
Der Distrikt Yavarí liegt im peruanischen Amazonasgebiet im Süden der Provinz Mariscal Ramón Castilla. Der Distrikt erstreckt sich entlang dem peruanisch-brasilianischen Grenzfluss Río Yavarí über eine Länge von etwa 350 km. Er umfasst im Südwesten das Einzugsgebiet dessen linken Nebenflusses Río Yavarí Mirín. Im äußersten Nordosten reicht der Distrikt bis zum Amazonas. Das Areal besteht überwiegend aus Regenwald. Isla Santa Rosa, eine Flussinsel im Amazonas, liegt am Dreiländereck Tres Fronteras. Am gegenüberliegenden Flussufer befinden sich die Städte Leticia in Kolumbien und Tabatinga in Brasilien.
Der Distrikt Yavarí grenzt im Südwesten an die Distrikte Yaquerana und Saquena (beide in der Provinz Requena), im Nordwesten an die Distrikte Fernando Lores, Indiana und Las Amazonas (alle drei in der Provinz Maynas) sowie im Norden an die Distrikte Pebas, San Pablo und Ramón Castilla. Im äußersten Nordosten grenzt der Distrikt Yavarí an Kolumbien, im Südosten an Brasilien.